# Pabellón de las olas azules
El Pabellón de las olas azules (chino: 沧浪亭; pinyin: Cāng Làng Tíng; también traducido como Pabellón Canglang o Pabellón de la Gran Ola) es un destacado jardín chino en Suzhou, provincia de Jiangsu, China que, junto a otros jardines clásicos de Suzhou, fue proclamado Patrimonio de la Humanidad por la UNESCO. Se encuentra en el n.º 3 de la calle Canglangting.

## Historia
El "Pabellón de las olas azules" fue construido en 1044 por Su Shunqing (1008-1048), poeta de la dinastía Song, en un lugar donde anteriormente había un jardín de flores imperial del año 960. Se le considera el más antiguo de los jardines clásicos de Suzhou protegidos por la UNESCO en el sentido de que aún conserva su esquema original de la dinastía Song. El nombre deriva de un verso del poema Pescadores de Qu Yuan (h. 340-278), un poeta del estado meridional de Chu durante el período de los Reinos Combatientes, en su libro Canciones del sur, "Si el río Canglang está sucio me lavo mis pies lodosos; si el río Canglang está limpio, lavo mi lazo". Este verso alude a un oficial honrado que se separa de la política antes que actuar de una manera corrupta. Su Shunqing eligió esto para expresar sus sentimientos tras su apartamiento del cargo.
Tras su muerte, el jardín pasó por muchos propietarios y cayó en desuso hasta 1696, cuando fue restaurado por Song Luo, el gobernador de la provincia de Jiangsu. En 1827 la propiedad fue transferida al gobernador Tao Zhu y de nuevo en 1873 pasó al gobernador Zhang Shusheng. En 1955 el jardín quedó abierto al público y en 2000 fue añadido a la lista de monumentos Patrimonio de la Humanidad de la UNESCO.

## Diseño
Este jardín, con 1,6 ha de extensión, se divide en dos secciones principales. El jardín está situado en una rama de la corriente Fengxi que forma un estanque de lotos. El jardín tiene 108 ventanas agujereadas, cada una con un diseño único.